# Josep Porta i Brunet
Josep Porta i Brunet, també conegut com a Avi Porta, fou un casteller català, fundador de la Colla Vella Xiquets de Tarragona (1926-1936), els Xiquets del Raval a Santa Coloma de Gramenet i membre dels Castellers de Barcelona.
Originari de Valls, Alt Camp, de petit va fer d'enxaneta als Xiquets de Valls i als anys 20 va ser un dels fundadors de la Colla Vella Xiquets de Tarragona. Cap als anys 50 vivia a Santa Coloma de Gramenet i va fundar una colla a la ciutat anomenada Xiquets de l'Arrabal o Xiquets del Raval, que van fer alguns castells durant els principis dels anys 50.
L'any 1969, Josep Porta continuava fent assajos castellers amb nens dels barris propers al riu Besòs, amb la fundació dels Castellers de Barcelona, aquesta colla va contactar amb ell perquè els ajudés amb les construccions. Com que hi havia molta canalla, Josep Porta va oferir el seu hort per fer-hi assajos i per aquesta raó molts dels troncs i poms dels inicis de la colla eren de Santa Coloma. També va portar la canalla en els inicis de la colla.
Josep Porta va continuar formant part dels Castellers de Barcelona fins a la seva mort l'any 1974. Actualment, els Castellers de Santa Coloma celebren una diada en el seu honor al juliol.